# Camalote
Camalote – wieś w Belize, w dystrykcie Cayo.